# محمد مؤمن
آية الله محمد مؤمن (13 كانون الثاني 1938 – 21 شباط 2019 م) كان فقيهًا وعضوًا مؤثرًا جدًا في مجلس صيانة الدستور للجمهورية الإسلامية الإيرانية.

## النفوذ في الحكومة
كان عضوًا في مجلس تشخيص مصلحة النظام ومجلس الخبراء في آن واحد، مُمثلًا لمدينة قم في المجلس الأخير، وفاز في انتخابات مجلس الخبراء الإيراني عام 2006 [الإنجليزية]
. حصل على نسبة كبيرة جدًا من الأصوات. وكان خصمه آية الله محمد تقي مصباح اليزدي مؤيدًا قويًّا ومعلمًا روحيًّا للرئيس محمود أحمدي نجاد، وقد فسر البعض فوزه على أنه علامة على عدم الرضا عن سياسات أحمدي نجاد. وبسبب نفوذه السياسي في الحكومة، تم الترويج لمجلة "سياسات"، وهي مجلة أسبوعية محافظة، إلى جانب المحافظ المتشدد آية الله مرتضى مقتداي [الإنجليزية]
، كبديل محتمل لرئيس السلطة القضائية آية الله محمد يزدي.

## الموقف السياسي
كان محافظًا معتدلًا، وكان يُعتبر طالبًا متميزًا للقرآن الكريم. وكان شخصية بارزة بين الأصوليين في إيران. يُعتبر عالم كلام لاهوتي إسلامي أكثر منه سياسي.